# Оркестар
Под оркестром се подразумева мања или већа група инструменталиста која заједнички изводи музичко дело  написано или обрађено за састав те групе. 
Сам назив потиче од грчке речи ορχηστρα којом се означавао простор између сцене и гледалишта у позоришту где су се налазили хор, музичари инструменталисти и играчи који су играли у античким трагедијама и комедијама. У данашњем смислу, ово име се почело користити од 16. века. 

## Историјски развој оркестра
Историјски развој оркестра води од првих инструменталних група насталих због потребе заједничког инструменталног музицирања. У прво време развоја инструменталне музике, састав је био најчешће случајан - зависио од постојећег инструменталног фонда. Гледано како су били груписани, то су пре била камерна, него оркестарска тела. 
На развој технике оркестра много утиче развој технике свирања на појединим инструментима. Барок је важно раздобље за формирање оркестра. То је доба процвата гудачких инструмената, доба развоја солистичког музицирања.Сама основа, структуре и функције савременог симфонијског оркестра стварају се у доба бечких класичара. Хајдн и Моцарт повећавају број дувачких инструмената у оркестру, а разбијају групу континуа, уклањајући чембало из оркестра. Романтичари користе специфичне звучне карактеристике инструмената и инструменталних група. Тиме дочаравају различита романтичарска расположења. Могућности инструмената у оркестру обрадио је Берлиоз у свом делу Наука о инструментацији. Вагнер довршава изградњу модерног оркестра. Он уводи и нове инструменте у оркестар.

## Врсте оркестара
Према инструментима од којих је састављен, оркестар може бити:
- гудачки - састоји се само од гудачких инструмената. Они су груписани у деонице прве виолине, друге виолине, виоле, виолончела и контрабаса.
- дувачки - састоји се од дувачких инструмената (флауте, обое, кларинети, фаготи, трубе, хорне, позауне и још неке врсте лимених дувачких инструмената).
- војни - састоји се претежно од дувача. Да би се истакао ритам, додају му се удараљке (добош, бубањ, чинеле идр.)
- симфонијски или велики - састоји се од гудачких инструмената, којих је по броју највише и који чине подлогу симфонијског оркестра, затим од дрвених дувачких инструмената (флауте, обое, кларинети, фаготи и њима сродни инструменти), од лимених дувачких инструмената (трубе, хорне, позауне и још неки из њихове групе) и удараљки (тимпани, мали добош, бубањ, чинеле, триангл, гонг, звончићи и др.). Поред њих, у оркестру се некада налазе и једна, две или више харфи, клавир и оргуље.
- оперски - састав му је исти као и код симфонијског оркестра, разликује се једино по намени.

## Друге варијанте оркестара
Поред горе поменутих оркестара, могу се наћи и друге варијанте оркестара, као што су:
- Оркестар за игру (Jazz-band) - већи или мањи састав са обавезним инструментом за истицање ритма.[7][8]
- Тамбурашки оркестар - оркестар састављен од тамбура разних величина и облика.
- Оркестар хармоника - оркестар састављен од хармоника различитих величина и облика.
- Народни оркестар - оркестар који може бити различитог састава.
- Погребни оркестар - оркестар који може бити различитог састава

## Камерни оркестар
Под појмом камерни оркестар, подразумева се инструментални оркестар мањег састава (од итал. camera = соба), знатно мањи од великог симфонијског оркестра. Понајчешће га сачињавају: I и II виолине, виоле, виолончела, контрабаси, 2 флауте, 2 обое, 2 кларинета, 2 фагота, 2 хорне, 2 трубе и тимпани. 
У оквиру камерног оркестра постоје разни састави. Некада се камерни оркестар може састојати и из самих гудачких инструмената. Он се тада зове гудачки оркестар. Може то да буде група гудача којој се додаје неколико других инструмената. Камерни оркестар се често среће у композицијама концертног карактера. 
Понеки састави се налазе на граници између оркестра и камерног ансамбла. 

## Инструменти стандардног симфонијског оркестра
Дајемо приказ инструмената стандардног симфонијског оркестра (према распореду којим су забележени у партитури):
Група дрвених дувачких инструмената
- Флаута
- Пиколо
- Обоа
- Енглески рог
- Кларинет
- Бас кларинет
- (Саксофон)
- Фагот
- Контрафагот

Група лимених дувачких инструмената
- Хорна
- Труба
- Тромбон
- Туба

Удараљке
- Тимпани
- Остале удараљке

Остали инструменти
- Клавир
- Харфа
- Оргуље
- Хармоника
- Чембало

Гудачки инструменти
- Прве виолине
- Друге виолине
- Виоле
- Виолончела
- Контрабаси